# Оснувка-Виремби
Оснувка-Виремби (пол. Osnówka-Wyręby) — село в Польщі, у гміні Перлеєво Сім'ятицького повіту Підляського воєводства.
Населення — 54 особи (2011).
У 1975-1998 роках село належало до Ломжинського воєводства.

## Демографія
Демографічна структура станом на 31 березня 2011 року:
|          | Загалом | Допрацездатний вік | Працездатний вік | Постпрацездатний вік |
| -------- | ------- | ------------------ | ---------------- | -------------------- |
| Чоловіки | 32      | 10                 | 14               | 8                    |
| Жінки    | 22      | 3                  | 12               | 7                    |
| Разом    | 54      | 13                 | 26               | 15                   |